# Aire d'attraction des Sables-d'Olonne
L'aire d'attraction des Sables-d'Olonne est un zonage d'étude défini par l'Insee pour caractériser l’influence de la commune des Sables-d'Olonne sur les communes environnantes. Publiée en octobre 2020, elle se substitue à l'aire urbaine des Sables-d'Olonne, qui comportait 4 communes dans le dernier zonage qui remontait à 2010.

## Définition
L'aire d'attraction d'une ville est composée d’un pôle, défini à partir de critères de population et d’emploi ainsi que d’une couronne constituée des communes dont au moins 15 % des actifs travaillent dans le pôle. Le pôle d’attraction constitue ainsi un point de convergence des déplacements domicile-travail,.

## Type et composition
L’aire d'attraction des Sables-d'Olonne est une aire intra-départementale qui comporte 9 communes dans la Vendée. 
Elle est catégorisée dans les aires de 50 000 à moins de 200 000 habitants, une catégorie qui regroupe 18,4 % au niveau national.

### Carte

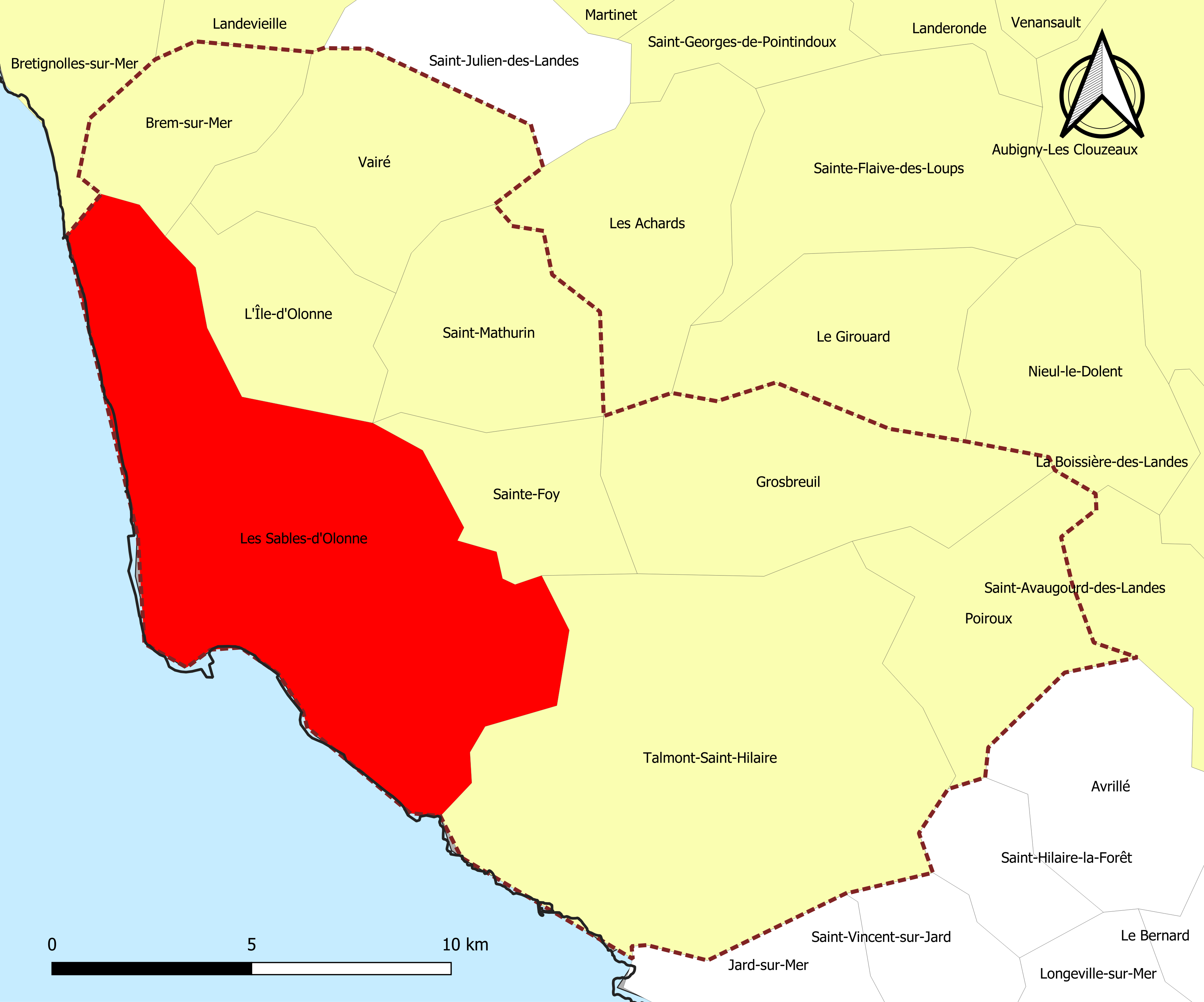
Carte de l'aire d'attraction des Les Sables-d'Olonne.
Commune-centre
Commune de la couronne

### Composition communale
| Nom                                  | Code Insee | Département | Statut                 | Superficie (km2) | Population (dernière pop. légale) | Densité (hab./km2) | Modifier                                    |
| ------------------------------------ | ---------- | ----------- | ---------------------- | ---------------- | --------------------------------- | ------------------ | ------------------------------------------- |
| Les Sables-d'Olonne (commune-centre) | 85194      | Vendée      | commune-centre         | 85,66            | 48 740 (2022)                     | 569                | modifier les données · modifier les données |
| Grosbreuil                           | 85103      | Vendée      | commune de la couronne | 36,33            | 2 216 (2022)                      | 61                 | modifier les données · modifier les données |
| L'Île-d'Olonne                       | 85112      | Vendée      | commune de la couronne | 19,23            | 2 805 (2022)                      | 146                | modifier les données · modifier les données |
| Poiroux                              | 85179      | Vendée      | commune de la couronne | 25,38            | 1 234 (2022)                      | 49                 | modifier les données · modifier les données |
| Sainte-Foy                           | 85214      | Vendée      | commune de la couronne | 15,62            | 2 592 (2022)                      | 166                | modifier les données · modifier les données |
| Brem-sur-Mer                         | 85243      | Vendée      | commune de la couronne | 15,85            | 2 933 (2022)                      | 185                | modifier les données · modifier les données |
| Saint-Mathurin                       | 85250      | Vendée      | commune de la couronne | 23,51            | 2 443 (2022)                      | 104                | modifier les données · modifier les données |
| Talmont-Saint-Hilaire                | 85288      | Vendée      | commune de la couronne | 89,53            | 8 327 (2022)                      | 93                 | modifier les données · modifier les données |
| Vairé                                | 85298      | Vendée      | commune de la couronne | 28,12            | 1 951 (2022)                      | 69                 | modifier les données · modifier les données |